# St. Katharina (Pretzdorf)

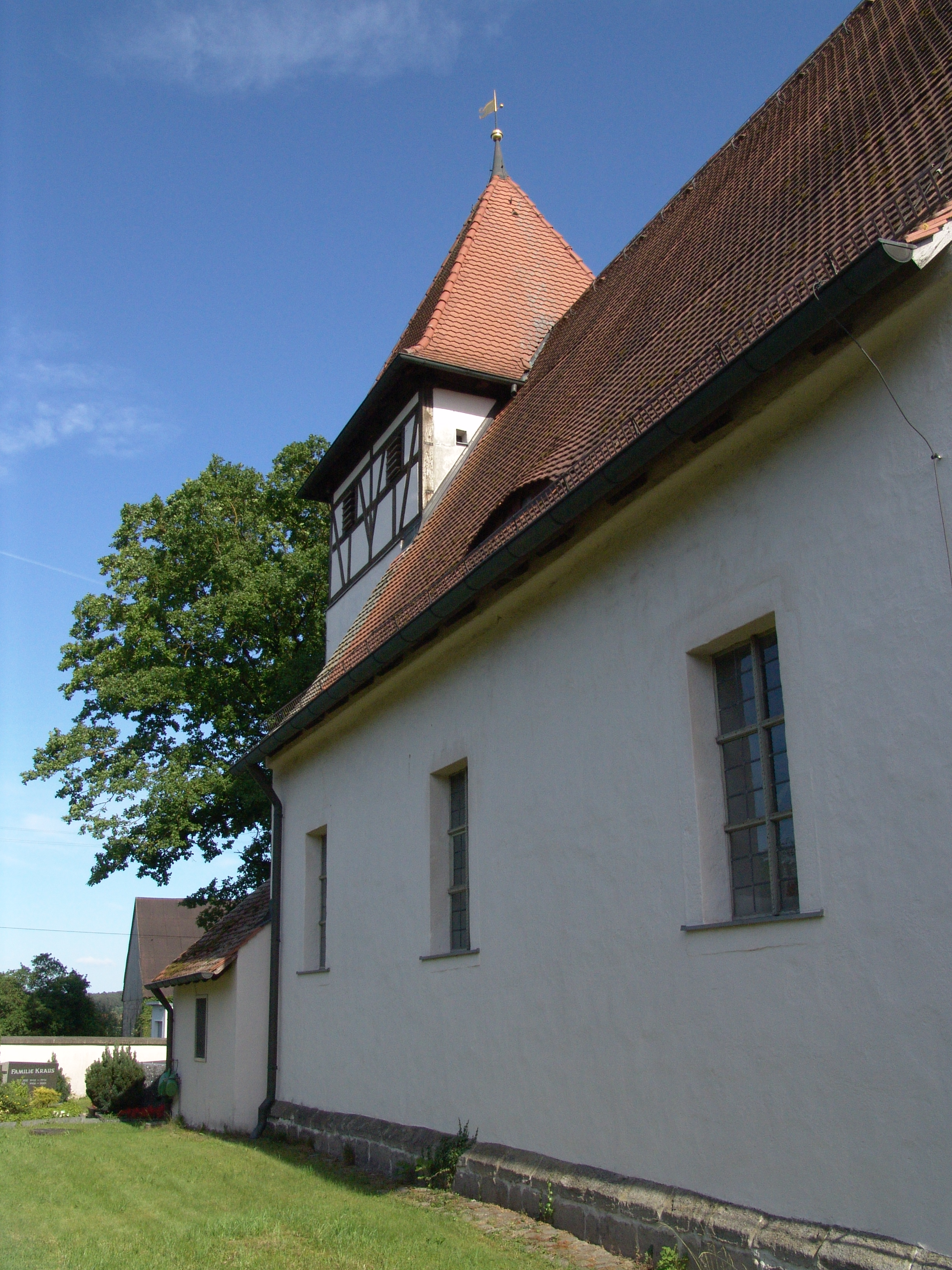
St. Katharina in Pretzdorf

Die denkmalgeschützte, evangelisch-lutherische Filialkirche St. Katharina steht in Pretzdorf, einem Gemeindeteil des Marktes Vestenbergsgreuth im Landkreis Erlangen-Höchstadt (Mittelfranken, Bayern). Die Kirche ist unter der Denkmalnummer D-5-72-159-17 als Baudenkmal in der Bayerischen Denkmalliste eingetragen. Die Kirche gehört zur Pfarrei Kleinweisach im Dekanat Markt Einersheim im Kirchenkreis Ansbach-Würzburg der Evangelisch-Lutherischen Kirche in Bayern.

## Beschreibung
Der Chorturm der Saalkirche stammt im Kern aus dem 14. Jahrhundert, er wurde in der zweiten Hälfte des 15. Jahrhunderts mit weiteren Geschossen aufgestockt. Das oberste Geschoss aus Holzfachwerk und das Pyramidendach kamen erst in der 1. Hälfte des 17. Jahrhunderts hinzu. Das im Kern aus dem 15. Jahrhundert stammende Langhaus wurde in der ersten Hälfte des 18. Jahrhunderts teilweise barockisiert. Die Orgel auf der Empore im Westen hat 6 Register, ein Manual und Pedal und wurde 1854 von Augustin Ferdinand II. Bittner gebaut.